# Arbellara
Arbellara település Franciaországban, Corse-du-Sud megyében. Lakosainak száma 153 fő (2022. január 1.). Arbellara Sainte-Lucie-de-Tallano, Fozzano, Loreto-di-Tallano, Olmiccia, Sartène és Viggianello községekkel határos.

## Népesség
A település népességének változása:
| Lakosok száma | 162  | 137  | 120  | 132  | 142  | 147  | 156  | 160  | 159  | 153  |
|               | 1968 | 1982 | 1990 | 2006 | 2013 | 2015 | 2017 | 2019 | 2020 | 2022 |